# Acetanilid
Acetanilid (též N-fenylacetamid, acetanil; dříve též pod obchodním názvem Antifebrin) je bezbarvá tuhá látka bez zápachu. Má podobu lístků nebo vloček.

## Příprava a vlastnosti
Acetanilid lze připravovat reakcí acetanhydridu (anhydridu kyseliny octové) s anilinem:
C6H5NH2 + (CH3CO)2O → C6H5NHCOCH3 + CH3COOH
Tato reakce bývala tradičním experimentem v laboratorních cvičeních základů organické chemie, byla však nahrazena přípravou paracetamolu nebo kyseliny acetylsalicylové, protože se na obou lze naučit stejným praktickým technikám (hlavně rekrystalizaci produktu), ale není potřeba používat anilin podezřelý z karcinogenity.
Acetanilid je mírně rozpustný ve vodě[zdroj?] a je v ní ve většině situací stabilní. Čisté krystaly mají tvar placiček a jsou bezbarvé až bílé.

## Použití
Acetanilid se používá jako inhibitor v peroxidu vodíku a ke stabilizaci laků na bázi esterů celulózy. Nachází využití i při syntéze gumy, barviv a surovin pro jejich výrobu, též při syntéze kafru. Používá se také pro výrobu 4-acetamidbenzensulfonylchloridu, klíčové suroviny pro výrobu sulfonamidů. Je též prekurzorem v syntéze penicilinu a dalších léčiv.
V 19. století acetanilid patřil mezi jednu z mnoha sloučenin experimentálně využívaných ve fotografických vývojkách.